# سريدنورالسك
سريدنورالسك (بالروسية: Среднеуральск) هي إحدى مدن روسيا في الكيان الفدرالي الروسي سفيردلوفسك أوبلاست.

## أعلام
- ألكسندر جوسيف